# Мария Елизабет фон Пфалц-Цвайбрюкен
Мария Елизабет фон Пфалц-Цвайбрюкен (на немски: Marie Elisabeth von Pfalz-Zweibrücken; * 7 ноември 1581, Цвайбрюкен; † 18 август 1637, Лаутерекен) от по-младата линия Цвайбрюкен на род Вителсбахи, е пфалцграфиня от Пфалц-Цвайбрюкен и чрез женитба графиня на Пфалц-Велденц-Лаутерекен.

## Живот
Дъщеря е на пфалцграф и херцог Йохан I фон Пфалц-Цвайбрюкен (1550 – 1604) и съпругата му Магдалена фон Юлих-Клеве-Берг (1553 – 1633), третата дъщеря на херцог Вилхелм „Богатия“ фон Юлих-Клеве-Берг (1516 – 1592) и втората му съпруга ерцхерцогиня Мария Австрийска Хабсбург (1531 – 1581), дъщеря на император Фердинанд I (1503 – 1564), племенница на император Карл V (1500 – 1558). Нейни братя са Йохан II (1584 – 1635), пфалцграф на Цвайбрюкен, Фридрих Казимир (1585 – 1645), пфалцграф на Цвайбрюкен-Ландсберг, и пфалцграф Йохан Казимир фон Цвайбрюкен-Клеебург (1589 – 1652), който е баща на крал Карл Х Густав от Швеция.
Мария Елизабет се омъжва на 17 май 1601 г. в Цвайбрюкен за пфалцграф Георг Густав фон Пфалц-Велденц-Лаутерекен (1564 – 1634) от фамилията Вителсбахи, вдовец на Елизабет фон Вюртемберг (1548 – 1592). Тя е втората му съпруга.
Мария Елизабет умира след съпруга си на 8 август 1637 г. в Лаутерекен на 55-годишна възраст.

## Деца
Мария Елизабет и Георг Густав имат 11 деца:
- Анна Магдалена (1602 – 1630), омъжена 1617 г. за херцог Хайнрих Венцел фон Оелс-Бернщат от династията Подебради (1592 – 1639)
- Йохан Фридрих (1604 – 1632), шведски офицер
- Георг Густав (*/† 1605)
- Елизабет (1607 – 1608)
- Карл Лудвиг (1609 – 1631), убит в битка
- Волфганг Вилхелм (1610 – 1611)
- София Сибила (1612 – 1616)
- Мария Елизабет (1616 – 1649), канониска в манастир Херфорд
- Мариа Амалия (1621 – 1622)
- Магдалена София (1622 – 1691)
- Леополд Лудвиг (1625 – 1694), пфалцграф на Велденц, женен 1648 г. за графиня Агата Христина фон Ханау-Лихтенберг (1632 – 1681)